# アストンマーティン・DB12
アストンマーティン・DB12は、イギリスの自動車メーカー、アストンマーティンが生産するグランドツーリングカー。DB11の後継車として2023年5月に発表された。

## 歴史
DB12は2023年5月24日の第76回カンヌ国際映画祭にて発表された。DB12はまた、アストンマーティンの新ロゴを採用した最初の車でもある。

## デザイン

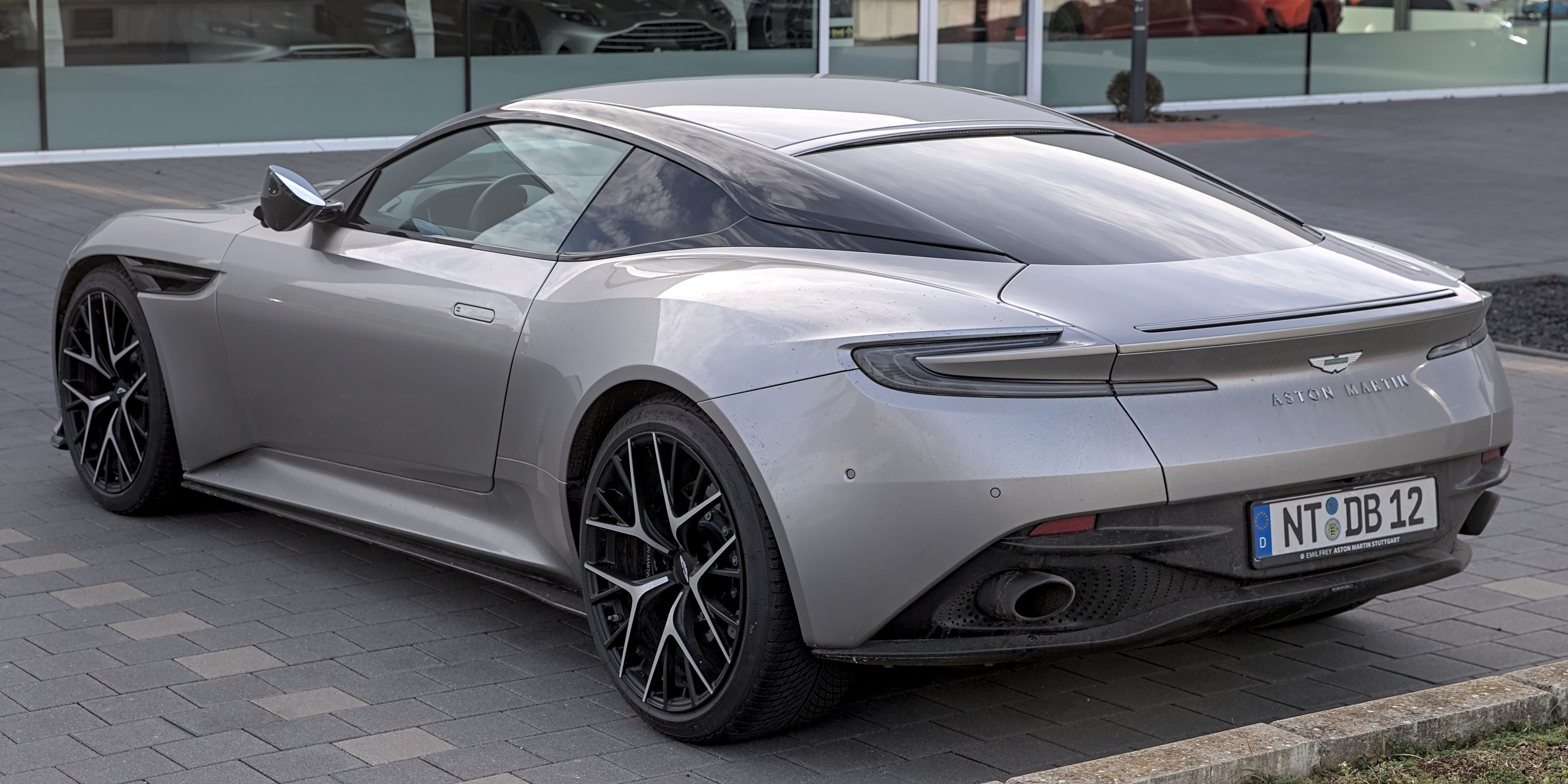
リア

DB12は、DBSのテイストを取り入れたDB11の技術的な大幅なモデルチェンジに近い。それに比べ、DB12はラジエーターグリルが大きくなり、トラック幅が広がり、新しいLEDヘッドライトが採用されている。また、インテリアも一新され、Android AutoとApple CarPlayに対応した新型インフォテイメントシステムも搭載されている。

## ヴァリエーション

### DB12 クーペ
DB12は4.0L V8ツインターボのM177型を搭載し、最高出力680PS（500kW、671ps）、最大トルク590lb⋅ft（800N・m）を発生する。性能の向上は、圧縮の最適化、ターボチャージャーの大型化、冷却の改善によって達成されている。0-62マイル（0-100km/h）加速は3.6秒、最高速度は202マイル（325km/h）。先代DB11に搭載されていた5.2L V型12気筒エンジンは廃止された。

### DB12 ヴォランテ
アストンマーティンは2023年8月14日、DB12のコンバーチブルバージョン「DB12ヴォランテ」を発表した。ヴォランテのルーフは8層のファブリック製で、14秒で開き、16秒で閉じることができる。また、DB12ヴォランテはDB11ヴォランテよりもねじれ剛性が5パーセント向上しているという。DB12ヴォランテの0-62mph（0-100km/h）加速は3.7秒で、最高速度はクーペと同じ202mph（325km/h）。